# Самуил Алмоснино
Самуил Алмоснино е еврейски духовник (равин) и писател от XVI век в Османската империя.

## Биография
Самуил Алмоснино е роден в Солун, Османската империя. Произхожда от голямото сефарадско семейство Алмоснино, по произход от Арагон. Става равин в родния си град. Автор е на коментар върху някои от малките пророци, публикуван заедно с редки коментари в голямата Библия на Моисей Франкфуртер в Амстердам, 1724 – 1727 година. Алмоснино също така е автор на коментар върху Петокнижието, засягащ особено коментара на Раши.